# 法興王
法興王（ほうこうおう、生年不詳 - 540年）は、新羅の第23代の王（在位:514年 - 540年）であり、姓は金、諱は原宗または牟即智。『冊府元亀』には名を募秦（『梁書』『南史』では名は秦）として伝えられる。先代の智証麻立干の長男であり、母は伊飡（2等官）の朴登欣の娘の延帝夫人、王妃は朴氏の保道夫人（『三国遺事』王暦では巴刁夫人）。514年7月に先王が死去したので、長子の原宗が即位した。『三国遺事』 興法・阿道基羅条や原宗興法条などには法興大王とも記される。

## 治世
先代の智証麻立干によって強化された王権を背景に、数々の国家制度の整備に努めた。517年に「兵部」を設置し、520年には官位制度を整えるとともに、官職ごとに公服とその色彩の序列を定めるなど、律令による政治を敷こうとしたとされる。後に531年には17等の京位のさらに上に、すべての国政を司る「上大等」の官位を設けた。また、536年には新羅独自の年号をはじめて定めて建元と称するなど、前代よりもさらに王権の強化を果たしたことが窺える。
対外的には521年（梁の普通2年）に、百済に伴われて梁に対して朝貢を行い、百済との好関係（羅済同盟）を背景に伽耶方面への勢力拡張を図った。522年には伽耶国王が通婚を求めてきたことに対し、伊飡（2等官）の比助夫の妹を送ってこれに応えたが、532年には金官国を滅ぼした。投降してきた金官国王金仇亥の一族は王都に移住させたが、本国を食邑として安堵したとともに、こののち準王族的に優遇したという。なお、金仇亥の末子の金武力は新羅に仕えて角干（1等官）の位にまで上ったと記されているように、服属させた周辺小国の王を貴族階級に取り入れていくことは、新羅の対外伸張政策の特徴であった。ちなみに、金武力の孫に、三国統一の大功を挙げる金庾信（『三国史記』金庾信列伝によると、金庾信は中国黄帝の子・少昊の子孫である）が現れることとなる。
528年には貴族層の反対を押し切って仏教の公認を行ない、さらに534年には興輪寺の建立を開始し、仏教を広めることにも努めた。『三国遺事』王暦には十日行を行ったこと、殺生を禁じたこと、また王妃が王の死後に出家して法流と号し永興寺に住んだことなどが伝えられる。また、『三国遺事』 興法・原宗興法条には、法興王自身も出家して名を法雲とし、法空と号したことが伝えられる。
在位27年にして540年7月に死去し、哀公寺の北峯（慶州市孝峴里）に葬られて法興王と諡された。